# Idiocera abjecta
Idiocera abjecta là một loài ruồi trong họ Limoniidae. Chúng phân bố ở miền Cổ bắc.